# Letbaun
Letbaun is een bestuurslaag in het regentschap Kupang van de provincie Oost-Nusa Tenggara, Indonesië. Letbaun telt 437 inwoners (volkstelling 2010).